# ارنستو گیزل
ارنستو گیزل (انگلیسی: Ernesto Geisel؛ ۳ اوت ۱۹۰۷ – ۱۲ سپتامبر ۱۹۹۶) یک سیاستمدار اهل برزیل بود.